# Stiphodon allen
Stiphodon allen är en fiskart som beskrevs av Watson, 1996. Stiphodon allen ingår i släktet Stiphodon och familjen smörbultsfiskar. Inga underarter finns listade i Catalogue of Life.